# Prudente José de Morais e Barros
Prudente José de Morais e Barros (Itu (São Paulo), 4 oktober 1841 - Piracicaba (São Paulo), 3 december 1902), was een Braziliaans politicus. Hij was de eerste burger-president van Brazilië.

## Vroege carrière
Prudente de Morais was afkomstig uit de deelstaat São Paulo. Hij bezat een koffieplantage en behoorde tot de aristocratie van de deelstaat. Hij studeerde rechten en in 1866 werd hij in de Kamer van Afgevaardigden gekozen. In 1870 werd hij lid van de Republikeinse Partij van São Paulo (Partido Republicano Paulista, PRP).

## President van de deelstaat São Paulo
Prudente de Morais werd na de uitroeping van de republiek (1889) lid van de regerende junta van de deelstaat São Paulo (16 november - 14 december 1889) en was van 14 december 1889 tot 18 oktober 1890 president van de deelstaat São Paulo. Hij was samen met de president van de deelstaat Minas Gerais de enige niet-militaire president van een deelstaat na de republikeinse revolutie. Daarnaast werd hij tot vicevoorzitter van de Grondwetgevende Vergadering gekozen die tot taak had een nieuwe, republikeinse grondwet, te schrijven. Nadien werd hij lid van de Senaat (tussen 1891 en 1902) en was enige tijd haar voorzitter. Hij stelde zich kandidaat voor de eerste presidentsverkiezing in februari 1891, maar maarschalk Deodoro da Fonseca, het hoofd van de interim-regering, won de presidentsverkiezing, zij het met een krappe marge.

## President van Brazilië
Prudente de Morais was betrokken bij de oprichting van de Federale Republikeinse Partij (Partido Republicano Federal, PRF), een partij die voornamelijk bestond uit oligarchen en streefde naar burgerlijke regering voor Brazilië ter vervanging van de militaire. De PRF oefende flinke druk uit op president Floriano Peixoto, een maarschalk, om zich na het aflopen van zijn termijn, zich niet meer kandidaat te stellen voor het presidentschap. President Floriano Peixoto zag er uiteindelijk vanaf om zich kandidaat te stellen voor een nieuw termijn als president, daar hij een burgeroorlog vreesde tussen voor- en tegenstanders van een militaire regering.

### Braziliaanse presidentsverkiezingen (1894)
Prudente de Morais werd naar voren geschoven als de officiële kandidaat van de PRF. Bij de presidentsverkiezingen van 1 mei 1894 verkreeg Prudente de Morais de meeste stemmen, te weten 277.000, terwijl zijn voornaamste tegenkandidaat Afonso Augusto Moreira Pena van de deelstaat Minas Gerais maar 38.000 stemmen kreeg. Vicepresident werd Manuel Vitorino Pereira, een aanhanger van Floriano.

## Presidentschap
Kort na zijn aantreden maakte een einde aan de invloed van de aanhangers van Floriano. Hij neutraliseerde het leger en beperkte de militaire uitgaven. Ook stond hij de monarchisten toe om zich te organiseren. President Prudente de Morais maakte een einde aan de Federalistische Revolte door een vredesverdrag te tekenen met de rebellen in Rio Grande do Sul (augustus 1895).
In 1896 brak er een opstand uit tussen de staat Brazilië en de Canudos. De Canudos waren afkomstig uit de deelstaat Bahia en bestonden voornamelijk uit arme boeren en landarbeiders (veelal vrijgelaten slaven) die onder leiding stonden van een rooms-katholiek mysticus, Antônio Conselheiro, die zich inzette voor de emancipatie van de armen. Conselheiro vestigde zich met zijn aanhangers in het noorden van Bahia nabij een boerderij "Canudos" (1893) waar een gelijknamige commune werd gesticht. Conselheiro was een tegenstander van de republiek en voorstander van het herstel van de monarchie. Conselheiro en zijn aanhangers waren bewonderaars van de vroegere keizer Peter II van Brazilië die in 1888 de slavernij in Brazilië afschafte. Het idee dat Conselheiro een opstand voorbereidde tegen de republikeinse overheid blijkt echter op misverstand te berusten, maar in die dag was de regering ervan overtuigd. President Prudente de Morais gaf luitenant Pires Ferreira de opdracht gaf om Canudos aan te vallen. De aanval werd echter beantwoord met een tegenaanval van de aanhangers van Conselheiro en de Canudos Oorlog was een feit. Op 6 maart 1897 werden de regeringstroepen onder kolonel Antônio Moreira César uitgeschakeld. Op 22 september 1897 overleed Conselheiro echter en kort hierna werd de oorlog beëindigd.
Van 10 november 1896 tot 4 maart 1897 oefende vicepresident Manuel Vitorino Pereira, vanwege de zwakke gezondheid van Prudente Morais, het presidentschap uit.

### Mislukte moordaanslag
Op 5 november 1897 vond er een mislukte moordaanslag plaats op het leven van president Prudente de Morais. De president bleef ongedeerd, maar minister van Oorlog maarschalk Carlos Machado Bittencourt, kwam om het leven.
Op 15 november 1898 eindigde de termijn van Prudente de Morais. Hij ging te Piracicaba wonen en was advocaat. Hij overleed op 3 december 1902 aan tbc.

## Echtgenote
Prudente José de Morais e Barros was getrouwd met Adelaide Benvinda Silva Gordo.

## Regeringssamenstelling
| Ambt                                        | Persoon |
| ------------------------------------------- | --- |
| President                                   | Prudente José de Morais e Barros (1894-1898) |
| Minister van Justitie en Binnenlandse Zaken | Antônio Gonçalves Ferreira (1894-1896) Alberto de Seixas Martins Torres (1896-1897) Bernardino José de Campos Júnior (1897) Amaro Cavalcanti (1897-1898) |
| Minister van Marine                         | admiraal Elisiário José Barbosa (1894-1896) Manuel José Alves Barbosa (1896-1898) |
| Minister van Oorlog                         | divisie-generaal Bernardo Vasques (1894-1896) brigadegeneraal Dionísio Evangelista de Castro Cerqueira (1896-1897) brigadegeneraal Francisco de Paula Argollo (1897) maarschalk Carlos Machado Bittencourt (1897) divisie-generaal João Tomás de Cantuária (1897-1898) |
| Minister van Buitenlandse Zaken             | Carlos Augusto de Carvalho (1894-1896) brigadegeneraal Dionísio Evangelista de Castro Cerqueira (1896-1898) |
| Minister van Financiën                      | Francisco de Paula Rodrigues Alves (1894-1896) Bernardino José de Campos Júnior (1896-1898) |
| Minister van Industrie en Openbare Werken   | Antônio Olinto dos Santos Pires (1894-1896) Joaquim Duarte Murtinho (1896-1897) brigadegeneraal Dionísio Evangelista de Castro Cerqueira (1897) Sebatião Eurico Gonçalves de Lacerda (1897-1898) maarschalk Jerônimo Rodrigues de Morais Jardim (1898)                 |